# シチュエーションパズル
シチュエーションパズル（Situation puzzle）は、思考パズルの一種。日本では「水平思考パズル」「水平思考推理ゲーム」「yes/noパズル」「ウミガメのスープ」とも言われる。また、「水平思考クイズ」「推理クイズ」と言われることもあるが、厳密にはクイズではない。

## 遊び方
何人かのグループで遊ぶ。ひとりが問題を出し、他の人は「イエス（はい、肯定）」または「ノー（いいえ、否定）」で答えられる質問を出す（場合によっては「関係ありません」などの「イエス」「ノー」以外の答えもあり得る）。質問者は、出題者が考えているストーリー、あるいは物を推測して語る。質問者が出題者の全ての考えを説明できた時、このパズルは解けたと判定される。
複数答えはあるが、このパズルの目標はあくまでも出題者の考えを当てる事である。判断力と論理的思考力の他に、水平思考（「水平思考」という言葉はエドワード・デボノによって作られたもので、創造的な問題の解き方、与えられた状況を意外な角度から見る方法）も必要である。

## 例題
以下の問題は、シチュエーションパズルの有名な問題のひとつ。
| 「 | ある男がバーに入ってきて、バーテンダーに水を一杯注文した。バーテンダーは銃を取り出し、男に狙いをつけて撃鉄を上げた。男は「ありがとう」と言って帰って行った。一体どういうことか？ | 」 |

この問題で、出題者への質問とその答は、たとえば以下のようなものになる。
- 質問：バーテンダーは男の声を聞き取ることができたか？
答：はい。

- 質問：バーテンダーはなにかに怒っていたか？
答：いいえ。

- 質問：彼らは以前から顔見知りだったか？
答：いいえ（もしくは、「関係ありません。」）。

- 質問：男が「ありがとう」と言ったのは皮肉だったか？
答：いいえ（ヒントを付けて答えるなら、「いいえ、ある理由で、男は心から喜んでいました。」）。

- 質問：男が水を頼んだとき、乱暴な口調だったか？
答：いいえ。

- 質問：男が水を頼んだとき、変な頼み方だったか？
答：はい。

正解は以下の通り。
| 「 | 男はしゃっくりをしていて、水を注文した。バーテンダーはしゃっくりの声を聞いて状況を知り、手っ取り早い方法として、銃で男を驚かしてしゃっくりを止めた。男は驚いたが、しゃっくりが止まったので喜んだ。そして水を飲む必要も無くなった。 | 」 |

## ラテラル・シンキング・パズル
火をつけたのはポール・スローン（1950年 - ）の『Lateral Thinking Puzzles』（1991年）だとされる。これは、全体が3部に分かれていて、第1部は問題。第2部はヒント（想定される質問に対してyes/noで答えているもの）。第3部が解答となっている。
日本では1991年12月5日に放送されたテレビドラマ『世にも奇妙な物語』で「海亀のスープ」としてドラマ化。原案は景山民夫によるエッセイ『どんな人生にも雨の日はある』（1989年）に収められた同名のエッセイで、正式な翻訳を前に同名作品を日本に初めて紹介した。
日本語版も、ポール・スローンの2作目の著作『Challenging Lateral Thinking Puzzle』（1992年）が『ポール・スローンのウミガメのスープ』（2004年）として翻訳されたのを皮切りに、4作の翻訳本が出版されている（2007年11月現在）。
また、インターネットの電子掲示板「2ちゃんねる」でこのゲームがプレイされたのをきっかけとして、そこで出題された問題が上記と似た形式で出版されたことがある。